# 101955 베누
101955 베누(101955 Bennu, 임시 지정명 1999 RQ36)는 아폴로 소행성군에 속하는 탄소 소행성이다. 1999년 9월 11일, LINEAR 프로젝트를 통해 발견했다. 베누는 지구와 충돌 위험의 가능성이 있는 천체 중 2010 RF12에 이어 두 번째로 위험한 천체이다. 2178년에서 2290년 사이의 지구 충돌 확률은 1/1,800이다. 특히, 2182년 9월 24일 충돌 가능성이 가장 클 것으로 예상된다. 평균 지름은 약 492m이다.

## 역사
오시리스-렉스 계획의 목표 천체로 2018년 12월 3일, 오시리스-렉스가 2년 간의 여정 끝에 2019년 6월18일 베누의 근접 위치에 도착하여 베누의 표면 지도를 정확하게 그리고, 질량 측정을 위해 베누의 궤도를 순환하였고, 600m 거리에서 표면 사진을 촬영하였다.

### 소행성 착륙
2020년 10월 20일에 오시리스-렉스는 베누의 샘플을 성공적으로 채취하였다. 2023년 9월 23일에 채취된 샘플이 담겨진 캡슐이 무사히 지구로 귀환하였다. 샘플 용기가 회수되어 "텍사스주 휴스턴의 존슨 우주 센터의 밀폐 챔버"로 옮겨진 직후에 용기의 덮개가 개방되었다. 과학자들은 "OSIRIS-REx 과학 용기의 항공전자공학 데크에서 검은색의 먼지와 잔해를 발견했다"고 말했는데 추가 연구가 계획되어 있다. 샘플의 연구 결과에 대한 기자회견이 2023년 10월 11일 예정되어 있다.

## 특징

### 예상 피해 수준
400m 크기 정도로, 인류가 가진 가장 큰 항공모함(제럴드 R. 포드급 항공모함)보다 크다. 엠파이어 스테이트 빌딩과 버금가는 지름이다. K-T 대멸종을 불러일으킨걸로 여겨지는 운석은 10km였다. 유카탄반도에 떨어지자, 그 중심의 대륙 한개 영역은 진도 10 이상의 지진과 함께 금새 증발하여 대부분의 생명이 사라졌다. 기후 변화가 생겨 다른 대륙의 공룡들도 생존이 불리해져 멸종하고 말았다. 10km 짜리 소행성은 지구의 유카탄 반도에 150km의 지름에 20km 깊이의 충돌구를 만들었다. 450km 떨어진 철도를 전복시키고, 20km 이내에 있던 가축들도 태워죽인 퉁구스카 대폭발의 경우, 폭발력이 15.2 MT로 추정된다. 대략 TNT 1,000만톤~1,500만톤으로 추정되는 셈이다. 지름 100m의 소행성의 경우, 8,000만톤의 폭발력으로 퉁구스카의 5배가 넘는다. 인류가 만든 가장 폭발력이 센 핵폭탄 차르봄바도 5,000만톤(50Mt)이다. 300m 크기의 소행성은 지름 5km 충돌구를 찍고 쓰나미가 생긴다. 150km의 지름으로 지름 6,000km 이상의 대륙 한개의 생명을 모두 증발시킨 백악기 대멸종 때를 볼 때, 5km 충돌구로 지름 200km의 구역의 생명들을 사라지게 할 수 있다.
| 소행성 지름 | 10m       | 30m       | 100m           | 300m                   | 1km                   | 10km                      |
| ----------- | --------- | --------- | -------------- | ---------------------- | --------------------- | ------------------------- |
| TNT 폭발력  | 0.1Mt     | 2메가톤   | 80메가톤       | 200메가톤              | 8만메가톤             | 8천만메가톤               |
| 피해 수준   | 창문 파괴 | 나무 파괴 | 1km충돌구 형성 | 5km 충돌구 쓰나미 발생 | 유럽 대륙 전체 초토화 | 지구를 지배하던 종의 멸종 |

## 갤러리

오시리스-렉스(OSIRIS-REx)가 촬영한 ‘베누’의 애너글리프 입체 영상

오시리스-렉스(OSIRIS-REx)가 촬영한 ‘베누’의 교차시 영상

## 같이 보기
162173 류구